# Parc national des montagnes de Wicklow
Pour un article plus général, voir Montagnes de Wicklow.
Le parc national des montagnes de Wicklow est un parc national d'Irlande s'étendant dans les montagnes de Wicklow. Avec ses 205 km2, il est le plus grand des six parcs nationaux du pays. Il est situé essentiellement dans le comté de Wicklow et pour une petite partie dans le comté de Dublin, au sud de Dublin.
L'écosystème est constitué de tourbières mais aussi de landes, de forêts de feuillus et de conifères, de prairies et d'éboulis. Sa faune comprend des cerfs, renards, blaireaux, et aussi lagopèdes.
Le parc possède également un riche patrimoine historique : route militaire, sites miniers et sites monastiques, dont le plus populaire est Glendalough.
Les principaux axes de travail qui sont menés concernent la restauration des tourbières, le contrôle de l'érosion, la gestion des populations de cerfs et de chèvres, la gestion des forêts, la protection des espèces et l'évaluation de l'impact des pâturages.

## Toponymie
Les montagnes de Wicklow, en anglais Wicklow Mountains, prennent leur nom du comté de Wicklow, établi en 1606 par la scission du comté de Dublin, d'après la ville du même nom. Ce toponyme a pour origine le vieux norrois Wykynglo ou Wykinlo, probablement de víkingr et ló, soit le « champ des Vikings ». La forme Wygyngelo est également présente, dans laquelle il est possible de voir le mot vig signifiant « baie » ; cette hypothèse ancienne semble abandonnée.
Leur nom irlandais est Sléibhte Chill Mhantáin, c'est-à-dire les « montagnes de l'Église de Mantan », d'après un disciple de saint Patrick. Elles sont localement connues sous l'appellation de montagnes de Dublin, ou Sléibhte Bhaile Átha Cliath en irlandais.

## Géographie

### Localisation

Carte du parc.

Le parc national des montagnes de Wicklow se situe dans l'est du pays et couvre une grande partie des montagnes de Wicklow. Situé au sud de Dublin, il couvre une superficie de 20 483 ha, ce qui en fait le plus vaste parc national irlandais.
Administrativement, le parc est entièrement situé dans la province du Leinster, partagé entre les comtés de Wicklow et de Dublin.
Trois routes régionales permettent de franchir le massif d'est en ouest : la R759 qui passe par Sally Gap, la R756 qui passe par Wicklow Gap et la R747 au sud qui relie Baltinglass à Arklow. L'ancienne route militaire R115 (en anglais : Military Road, en irlandais : An Bóthar Míleata) traverse toute la partie septentrionale des montagnes de Wicklow en partant de la banlieue sud de Dublin pour rejoindre Laragh. La route régionale R755 est également orientée du nord au sud jusqu'à Rathdrum et globalement parallèle aux crêtes principales, à une dizaine de kilomètres à l'est. La route nationale secondaire N81 contourne le massif par l'ouest, en reliant notamment Blessington à Baltinglass, tandis que la route nationale primaire N11 l'évite par l'est en longeant la côte de la mer d'Irlande, en reliant Dublin à Arklow.

### Topographie
Le massif est formé de plusieurs groupes de montagnes distincts : celui du Kippure au nord, à la frontière entre les comtés de Dublin et de Wicklow, ceux de Djouce, Tonelagee, Camaderry et Lugnaquilla au centre, ceux de Church Mountain et Keadeen à l'ouest, et celui de Croghan Kinsella au sud ; à l'est, séparé du reste du massif par le plateau de Vartry, se trouve le groupe comprenant le Great Sugar Loaf, le Little Sugar Loaf et Bray Head.
La vallée du Glenmalure, dans l'est des montagnes de Wicklow, est la plus encaissée du massif au nord-est du groupe de Lugnaquilla. Légèrement au nord, toujours dans la partie orientale, se trouve le Glendalough et ses vallées satellites, le Glenmacnass et le Glendasan. Le Glencree est dominé par le Kippure au nord-est du massif. À l'ouest des crêtes principales se situe le Glen of Imaal, utilisé en grande partie comme terrain d'artillerie par les Forces de Défense irlandaises.
Lugnaquilla est le point culminant des montagnes de Wicklow et le treizième plus haut d'Irlande avec 925 mètres d'altitude. C'est aussi le sommet le plus élevé de la province du Leinster et le seul munro d'Irlande situé en dehors du Munster. Mullaghcleevaun est le deuxième plus haut sommet à 847 mètres d'altitude. Kippure, à 757 mètres d'altitude, est le point culminant du comté de Dublin. Trente-neuf sommets dépassent 600 mètres d'altitude ; seuls trois cols permettent de franchir les montagnes en dessous de cette altitude, ce qui fait de Sally Gap (498 m) et de Wicklow Gap (478 m) les plus hauts cols routiers du pays.

### Hydrologie
Les montagnes de Wicklow sont la source de plusieurs bassins hydrographiques importants. La fine couche de tourbe ne pouvant pas retenir de grandes quantités d'eau, la plupart des rivières ont un régime pluvial très prononcé.

### Géologie
Les montagnes de Wicklow sont essentiellement composées de granite et, en périphérie, de couches de micaschistes et de roches plus anciennes telles que des quartzites. Ces dernières appartiennent au groupe de Bray incluant Bray Head, le Little Sugar Loaf et le Great Sugar Loaf. Elles ont été métamorphisées à partir de grès formés dans les eaux profondes du paléo-océan Iapétus au cours du Cambrien (542 à 488 millions d'années BP). Les strates de sédiments ont ensuite formé, le long du plancher océanique, des ardoises et des schistes mélangés à des roches volcaniques remontées alors que Iapétus commence à rétrécir par subduction au cours de l'Ordovicien (488 à 443 millions d'années BP). Ces roches sont désormais enfouies sous la pénéplaine du plateau de Vartry, entre le groupe de Bray et la partie principale du massif.

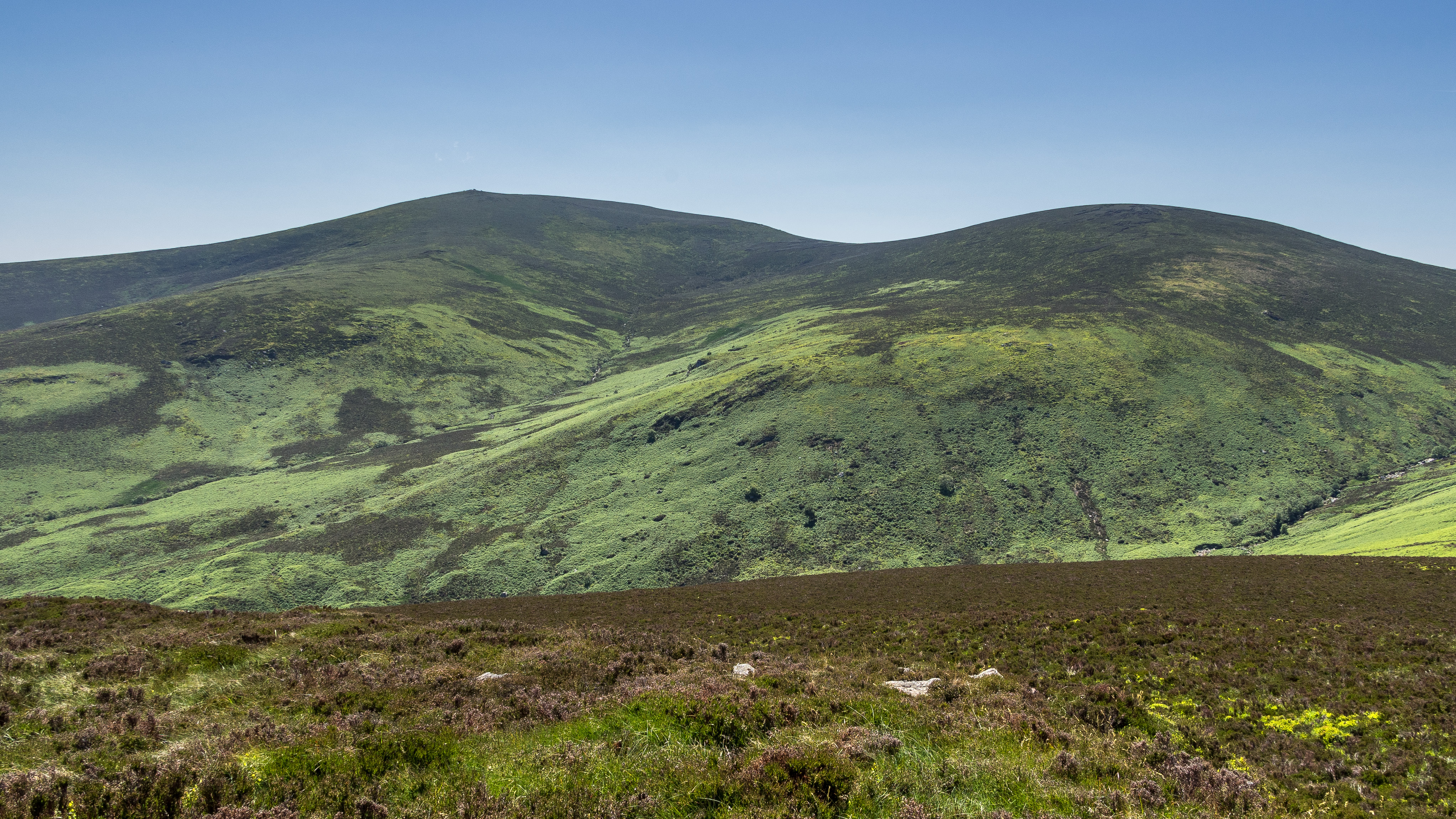
Vue de Djouce, à gauche, et War Hill, à droite, mettant en évidence les différences de relief en fonction de la géologie des sommets.

L'océan Iapétus se referme totalement à la fin du Silurien (443 à 415 millions d'années BP) et les montagnes de Wicklow se soulèvent pendant la phase principale de l'orogenèse calédonienne au début du Dévonien (415 à 358 millions d'années) lorsque les continents de Baltica et Laurentia entrent en collision. Il en résulte un large batholite de granite identifié sous le nom de chaîne du Leinster, la plus vaste zone de granite continue des îles Britanniques, qui court de Dún Laoghaire sur la côte de la mer d'Irlande à New Ross dans l'Ouest du comté de Wexford et comprend, outre les montagnes de Wicklow, les monts Blackstairs,. La chaleur produite par la collision métamorphise les ardoises et les schistes en marge des granites en micaschistes. Les processus d'érosion ont fait disparaître la plus grande partie des micaschistes du sommet des montagnes et ont mis à nu le granite jusque-là sous-jacent. Quelques traces subsistent notamment au sommet de Lugnaquilla. De forts contrastes géomorphologiques existent, par exemple entre War Hill, granitique et arrondie, et Djouce, constitué de micaschistes et à l'aspect acéré. Le massif a été affecté par le soulèvement tectonique d'une grande partie des marges continentales de l'Atlantique Nord au cours du Cénozoïque. Ces transformations auraient été provoquées par des mouvements de matière en fusion dans la lithosphère ou l'asthénosphère, ou bien par un rebond isostatique dû au retrait de l'inlandsis du pôle Nord. Il en a résulté à l'Éocène plusieurs systèmes de failles dans le Sud-Est de l'île,.

Vue des Loughs Bray supérieur et inférieur depuis les pentes du Kippure.

Le dernier événement géologique majeur à avoir affecté le massif est la glaciation du Pléistocène (2,58 millions à 11 700 ans BP). La calotte glaciaire creuse et modèle les vallées en « U » caractéristique des glens de Wicklow, à l'instar de celui de Glendalough ou du Glenmacnass. Alors que la glace fond, de petits glaciers subsistent dans des cirques où des moraines constituent des barrages naturels, formant des lacs comme Loughs Bray et Nahanagan. Certains cirques sont dépourvus de lacs, comme North Prison et South Prison au Lugnaquilla. Les eaux de fonte entaillent de profondes gorges en plusieurs endroits, notamment le Glen of the Downs, le Devil's Glen et The Scalp. Des lacs glaciaires rubaniformes, tels que le Lough Dan et les lacs du Glendalough, se forment également.

### Climat
Les montagnes de Wicklow, comme le reste de l'Irlande, connaissent un climat océanique tempéré avec des étés doux et humides et des hivers frais et arrosés. Les mois de juin et juillet sont généralement les plus secs ; décembre et janvier sont les plus arrosés. La hauteur annuelle de précipitations est comprise entre 1 300 mm à faible altitude et 2 400 mm sur les sommets les plus élevés, les plus occidentaux étant les plus arrosés : par exemple, Djouce, à l'est, reçoit 1 630 mm de précipitations par an contre 1 950 mm pour Duff Hill, à l'ouest. Il pleut 175 à 200 jours par an. La couverture neigeuse peut se maintenir pendant un mois en hiver sur les plus hauts sommets,. L'ensoleillement moyen annuel est de quatre heures par jour, favorisé par la localisation du massif au Sud-Est de l'île. Les forts vents à dominantes sud et ouest sont un facteur important dans l'érosion des sols tourbeux sur les sommets. Des rafales de 234 kilomètres par heure ont été mesurées au sommet de Kippure. Les températures descendent rarement en dessous de 0 °C en journée et seules des conditions anticycloniques associées à des vents continentaux d'est peuvent apporter des périodes de gel en janvier et février. La température moyenne est de 1 °C en janvier et de 13 °C en juillet. Elle peut atteindre 25 °C en l'absence de vent et de précipitations mais les sommets ont un déficit de températures de 5 à 10 °C.

## Milieu naturel

Carte des milieux végétaux.

L'habitat originel des hauteurs est constitué de landes et de tourbières. Ces dernières se mettent en place il y a 4 000 ans avec la combinaison d'un changement climatique et de l'intensification de l'activité humaine. Auparavant, les montagnes étaient couvertes de forêts tempérées de conifères. L'humidification et le réchauffement du climat conduisent à l'engorgement en eau et au lessivage des nutriments des sols menant à la formation de tourbe. Les tourbières de montagne se trouvent au-delà de 200 mètres d'altitude, dans des zones où des précipitations surviennent plus de 175 jours par an. La contribution la plus importante pour leur mise en place vient des sphaignes. Les plantes carnivores comme les espèces présentes de droséras et de grassettes sont spécifiques de ce milieu alors que la Narthécie des marais (Narthecium ossifragum) et la Linaigrette à feuilles étroites (Eriophorum angustifolium) y sont également communes. La présence d'eau est essentielle dans la reproduction des anisoptères et des zygoptères. Les tourbières du massif abritent aussi parmi les insectes des espèces de gerridés, de gyrins, de notonectes, de nématocères, d'éphéméroptères, de plécoptères, le Petit paon de nuit (Saturnia pavonia), ainsi que la Grenouille rousse (Rana temporaria), le Lézard vivipare (Zootoca vivipara) et le Triton ponctué (Lissotriton vulgaris),. Certains oiseaux limicoles tels les bécassines, courlis et Pluviers dorés (Pluvialis apricaria) se nourrissent près des mares. Des tourbières sont encore en développement sur certains sites, en particulier celle du Liffey Head Bog.
Toutefois, en raison du drainage des eaux des tourbières résultant de l'activité humaine dans le massif, la plupart se sont tellement asséchées que les sphaignes n'ont plus pu se développer, si bien qu'elles ont été remplacées par des landes. La Bruyère callune (Calluna vulgaris) et la Bruyère cendrée (Erica cinerea) sont les espèces de plantes les plus communes de ce milieu, avec la Myrtille commune (Vaccinium myrtillus, localement appelée fraughan), la Linaigrette à feuilles étroites et la Molinie bleue (Molinia caerulea). Parmi les oiseaux figurent le Lagopède d'Écosse (Lagopus lagopus scoticus), le Pipit farlouse (Anthus pratensis) et l'Alouette des champs (Alauda arvensis). Les crécerelles, le Busard Saint-Martin (Circus cyaneus), le Faucon émerillon (Falco columbarius) et le Faucon pèlerin (Falco peregrinus), celui-ci étant une espèce protégée, sont des rapaces fréquentant les hauteurs. Les montagnes sont propices au pâturage des moutons et les landes sont périodiquement écobuées pour maîtriser la croissance des bruyères et faciliter celle des plantes herbacées.

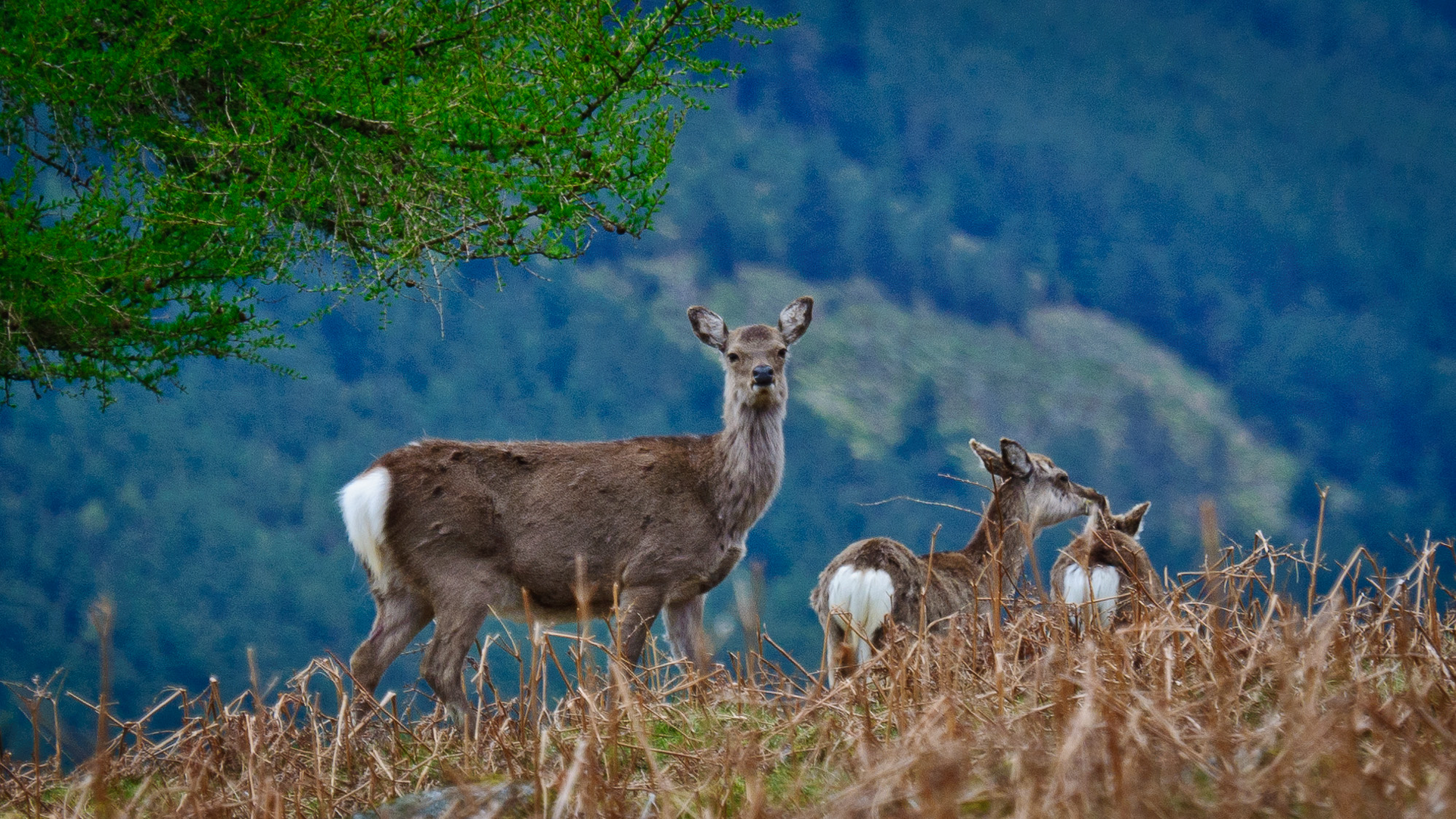
Hybride de Cerf élaphe × Sika sur les pentes du mont Camaderry.

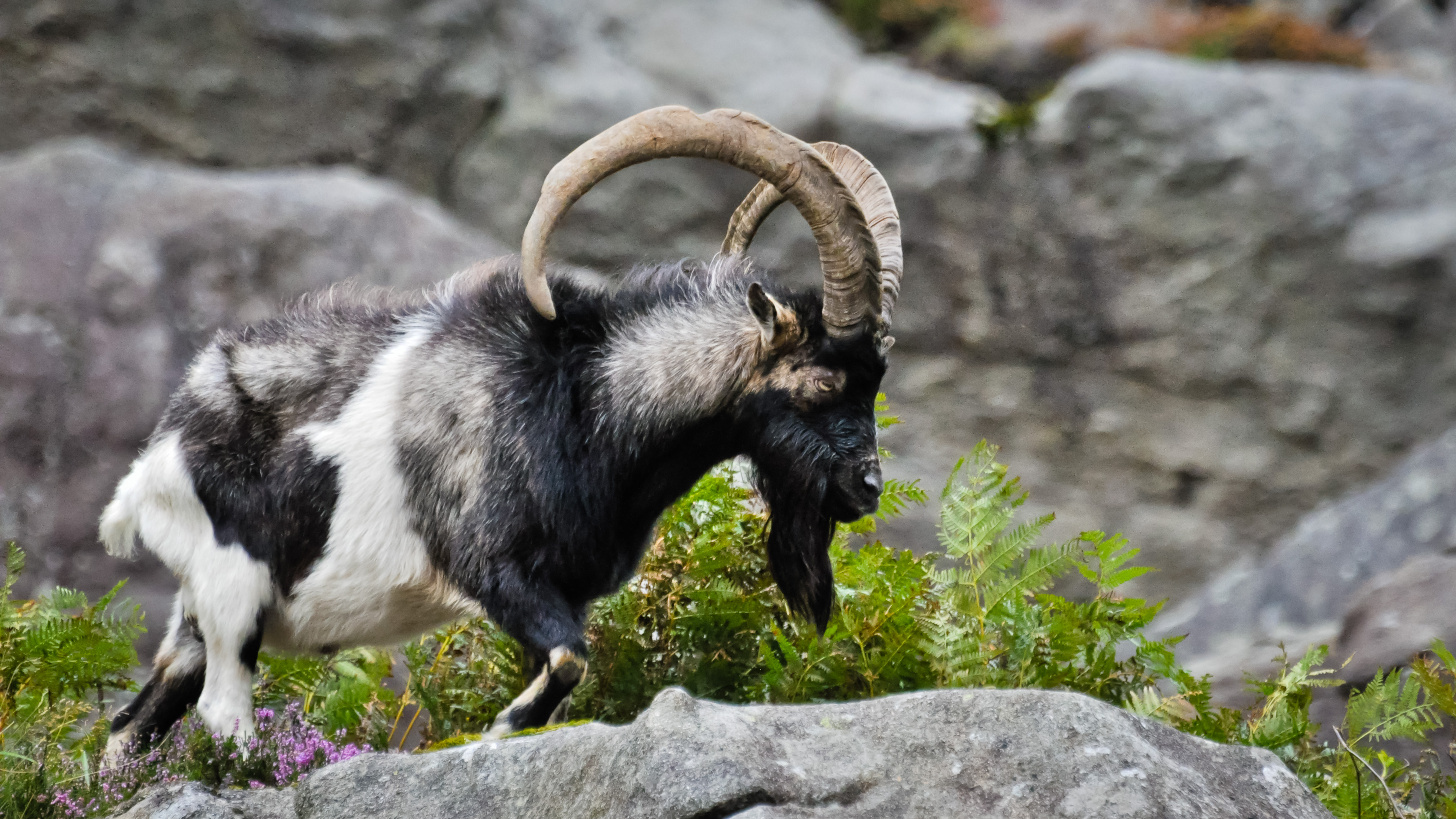
Chèvre retournée à l'état sauvage dans la vallée de Glenealo.

Le Cerf élaphe, autrefois indigène des montagnes de Wicklow mais chassé jusqu'à son extinction, est réintroduit sur les terres de la propriété Powerscourt au cours du XVIIIe siècle. Le Cerf Sika, ou Cerf du Japon, a également été importé à cette occasion et s'est croisé avec le Cerf élaphe. Tous les cerfs présents au début du XXIe siècle dans le massif sont des descendants de la harde de Powerscourt et sont soit des Cerfs Sika soit des hybrides des deux espèces. Les autres mammifères sont représentés par la chèvre domestique retournée à l'état sauvage, le Lièvre variable (Lepus timidus), le Blaireau européen (Meles meles), l'hermine (Mustela erminea), des loutres, l'Écureuil roux (Sciurus vulgaris), l'Écureuil gris (Sciurus carolinensis) et des chauves-souris. Le megaloceros, ou « élan irlandais », est une espèce éteinte de cerf ayant vécu dans le massif il y a 11 000 ans environ dont les restes ont été découverts en grande quantité dans des tourbières, notamment celle de Ballybetagh près de Glencullen. Le loup (Canis lupus) a également peuplé jadis les montagnes mais a été exterminé dans l'île par les chasseurs : le dernier spécimen du massif a été abattu dans la vallée de Glendalough en 1710.
Une déforestation extensive commence dès l'âge du bronze et se poursuit jusqu'au début du XXe siècle. Des programmes de reboisement sont mis en place dans les années 1920 et s'accélèrent dans les années 1950 avec la plantation de vastes forêts de conifères, notamment en lieu et place des landes d'altitude jusque-là considérées comme impropres à la pousse d'arbres. L'espèce dominante est l'Épinette de Sitka (Picea sitchensis), représentant 58 % des forêts artificielles, accompagnée du Pin tordu (Pinus contorta), de l'Épicéa commun (Picea abies), du Pin sylvestre (Pinus sylvestris) et du Pin d'Oregon (Pseudotsuga menziesii). La biodiversité dans ces plantations est pauvre en raison de l'origine allochtone de ces espèces de conifères. Les plantations de feuillus sont rares, représentant moins de 10 % des forêts, et sont dominées par le Chêne rouvre (Quercus petraea) avec, dans les couches inférieures et intermédiaires de la végétation, le houx (Ilex aquifolium), le Sorbier des oiseleurs (Ilex aquifolium), le Frêne élevé (Fraxinus excelsior) et le Noisetier commun (Corylus avellana). Elles se concentrent en partie dans le Glendalough, vallée qui était entièrement boisée il y a 7 000 ans mais a été totalement exploitée entre les XIIIe et XVIIIe siècles.
Les rivières dans la partie supérieure des glens servent de frayères pour le Saumon atlantique (Salmo salar) et la Truite fario (Salmo trutta fario). L'Omble chevalier (Salvelinus alpinus), isolé dans les lacs du massif depuis la fin de la dernière glaciation, a naguère été recensé dans le Lough Dan et les lacs de Glendalough mais pourrait s'être éteint depuis. Un programme de réintroduction dans l'Upper Lake, à Glendalough, a débuté en 2009.

## Patrimoine historique

### Sites monastiques

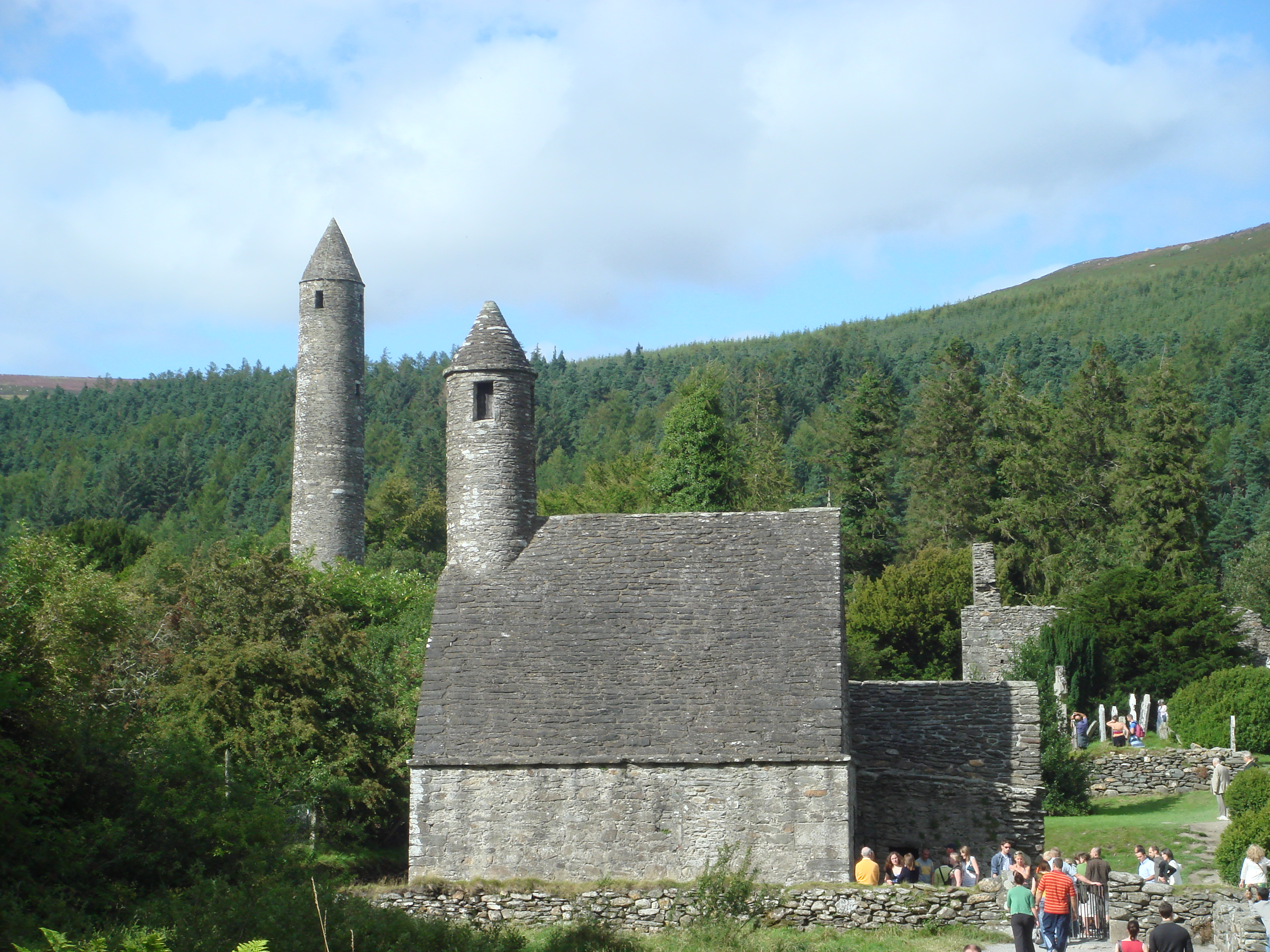
Monastère de Glendalough.

Le monastère de Glendalough fut fondé par Saint Kevin au VIe siècle. Les ruines peuvent encore être observées aujourd'hui. Le monument le plus notable du lieu est la tour ronde, de 30 m de haut.
Autour du monastère se trouvent trois autres lieux de culte : St. Mary's Church, St. Saviour's Church et Trinity Church.
On trouve aussi plusieurs sites religieux autour d'Upper Lake : Reefert Church, The Caher, Various Crosses, Temple na Skellig, St. Kevin's Bed, St. Kevin's Cell.

### Sites miniers
Les montagnes de Wicklow ont une longue histoire minière : le cuivre était extrait à Avoca et le plomb à Glenmalure, Glendasan et Glendalough. De nos jours, on peut observer dans le parc les ruines de l'activité minière à Glendasan et au village de mineurs de Glendalough.

### Route militaire

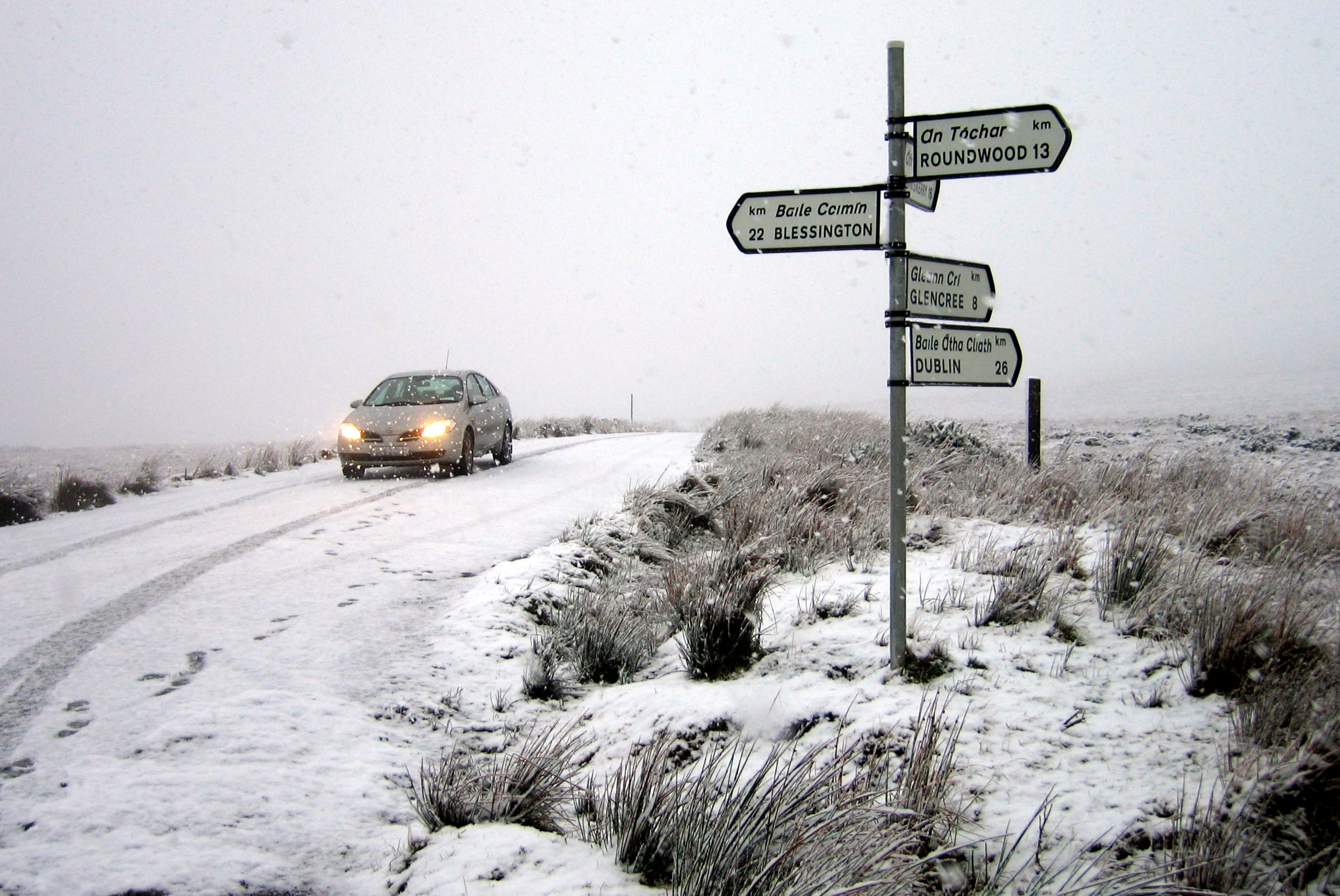
Vue du croisement entre la route régionale R759 et l'ancienne route militaire R115 à Sally Gap.

L'ancienne route militaire part de Rathfarnham pour aller à Aghavannagh, avec un bras d'Enniskerry à Glencree, soit un trajet de 58 km majoritairement au sein du parc national. La route, construite entre 1801 et 1809, est toujours un axe de transport important des montagnes de Wicklow, et constitue aujourd'hui une route panoramique pour les touristes, avec une vue sur la tourbière de montagne.
La route trouve ses origines dans la rébellion irlandaise de 1798 durant laquelle l’inaccessibilité de la région des Wicklow posait problème aux forces britanniques. Le colonel John Skerret suggéra alors la construction d'une route militaire traversant les montagnes. La construction coûta 43 500 livres sterling, soit le double du prix prévu initialement.

## Gestion et protection
En 1990, préoccupé par la dégradation de l'environnement et le développement sauvage des montagnes de Wicklow, le gouvernement annonce la création du parc national des montagnes de Wicklow afin de protéger la biodiversité et les paysages de la région. Le parc est officiellement établi l'année suivante sur une superficie de 2 900 hectares. Il couvre désormais près de 20 000 hectares discontinus à la suite d'acquisitions successives et continue à s'étendre au fur et à mesure des acquisitions. Les principaux axes de travail qui sont menés concernent la restauration des tourbières, le contrôle de l'érosion, la gestion des populations de cerfs et de chèvres, la gestion des forêts, la protection des espèces et l'évaluation de l'impact des pâturages.

## Activités

### Agriculture et industrie

Carte des activités économiques.

Le pâturage des moutons représente la principale forme d'activité agricole sur les hauteurs, employant essentiellement des élevages de race cheviot. La moitié environ des terres du parc national est soumise à une licence renouvelée chaque année du 1er avril au 31 octobre par les autorités du parc auprès des bergers pour faire paître leurs animaux. L'écobuage, destiné à fertiliser les sols, est interdit du 1er mars au 31 août. La sylviculture et l'exploitation de la tourbe sont également pratiquées. Cette dernière est obligatoirement manuelle dans les limites du parc et réservée à un usage domestique. Les parcelles anciennement exploitées sont visibles en grand nombre près de Sally Gap.

### Tourisme
L'ensemble de la région est très fréquenté, spécialement les week-ends, du fait de la proximité immédiate de l'agglomération dublinoise. Le tourisme et les activités récréatives sont incontournables dans les montagnes. Il existe quantité de possibilités d'hébergement. Le Glendalough, en accueillant environ un million de visiteurs par an, est la destination la plus populaire. Un jardin sensoriel, destiné en premier lieu aux personnes handicapées, y a été installé en 2003. Le massif abrite le site monastique médiéval fondé par saint Kevin et la cascade Powerscourt, la plus haute d'Irlande. Il offre de très nombreux lieux de promenades et sites de pêche. Les sports les plus pratiqués sont la randonnée, l'escalade et le cyclisme. Le trial, en particulier à moto, et l'équitation sont réglementés au sein du parc ; la chasse et les sports d'eau mécaniques, par exemple le jet ski, y sont interdits,,. Il est possible de nager dans certains lacs, notamment l'Upper Lake, et de pratiquer le canoë-kayak dans les rivières en périphérie des aires protégées. La randonnée en montagne a été popularisée dans le massif en premier lieu par J. B. Malone par le biais d'une chronique hebdomadaire dans le journal Evening Herald. Il joue plus tard un rôle important dans la création du Wicklow Way, le premier sentier de grande randonnée (localement National Waymarked Trail) en république d'Irlande, qui ouvre en 1980 et traverse les montagnes de Wicklow sur 129 kilomètres et 3 320 mètres de dénivelé positif de Rathfarnham au nord à Clonegal au sud,. Il est depuis complété par le Dublin Mountains Way et le Saint Kevin's Way, ce dernier étant aussi un chemin de pèlerinage,. En revanche, aucun équipement, que ce soient des refuges ou de simples points d'eau courante, n'est présent pour les randonneurs au sein du parc.